# Козловский, Владислав (писатель)

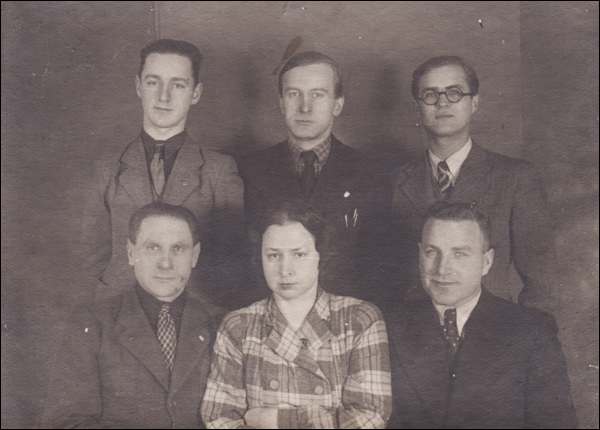
Редакция «Беларускай газеты» и «Голасу вёскі». Сидят (слева направо): Владислав Козловский, Наталья Арсеньева, Алексей Сенкевич. Стоят (слева направо): Франц Кушель, Антон Адамович, Короленко. Минск, декабрь 1942 г.

Владисла́в (Вацлав) Козло́вский (бел. Казлоўскі Уладзіслаў; 29 июня 1896, с. Залесье, Сокольский уезд, Гродненская губерния, Российская империя (ныне — Сокульский повят Подляшского воеводства, Польша) — 13 ноября 1943, Минск) — деятель белорусской эмиграции, политик, поэт, публицист, националист, коллаборационист.

## Биография
Обучался в католической духовной семинарии в Вильне (сейчас Вильнюс). Во время учёбы присоединился к белорусскому национальному движению.
В 1919 году окончил Виленские белорусские учительские курсы. После курсов пробовал организовать белорусские школы в Сокольском уезде.
После возвращения в Вильно входил в состав ЦК Белорусской крестьянской партии. В Игуменском уезде был инструктором Минского Белорусского Национального Комитета (БНК) по организации национальной и кооперативной жизни.
В мае 1920 году Белорусской военной комиссией направлен в унтер-офицерскую школу в Варшаве. После завершения обучения назначен инструктором в 1-й батальон белорусских стрельцов. Эвакуировался из Минска в Лодзь.
В 1921—1930 гг. служил в Войске Польском. В 1930 г. в звании поручика уволился в запас и вернулся в Вильно.
В 1930-х гг. принимал активное участие в белорусском национальном движении. Один из лидеров правого радикального крыла.
Основал общество гимназистов «Гайсак», издавал бюллетень. Являлся секретарём Белорусского Национального Комитета, Белорусского института хозяйства и культуры.
Вместе со своим ближайшим другом Ф. Акинчицем был одним из основателей Белорусской национал-социалистической партии (БНСП).
В 1933—1937 гг. — редактор партийной газеты «Новый путь» (бел. «Новы шлях»).В 1935 году за публикацию стихов был приговорен к 4 неделям лишения свободы и штрафу в 100 злотых.
В 1939—1940 гг. — секретарь Белорусской группы помощи потерпевшим от войны при Литовском Красном Кресте.
В июле 1941 г. — казначей Белорусского национального комитета в Вильно. Предпринимал попытки восстановить деятельность БНСП, однако не получил разрешения со стороны немецких оккупационных властей.
В 1941—1943 гг. — редактор «Белорусской газеты» в Минске. В своих публицистических материалах раскрывал идеологию белорусского национал-социализма, выступал с антисемитскими материалами.
Стал одним из организаторов и руководителей Белорусской Народной Самопомощи (БНС).
05.03.1943 г. на его квартире был убит Ф. Акинчиц.
13.11.1943 советские партизаны Иван Шнигирь и Константин Немчик в редакции «Белорусской газеты» убили и самого Козловского (Немчик был арестован и погиб, Шнигирю удалось уйти). Похоронен на Кальварийском кладбище г. Минска, место захоронения неизвестно.
Автор ряда книг по физическому воспитанию, поэтических сборников (под псевдонимом «Козловщик»).